# Suyá (langue)
Le suyá est une langue de la famille des langues jê parlée au Brésil.

## Classification
Le suyá est un des langues du sous-groupe des langues jê du Nord. Il est parlé par les Amérindiens Kisêdjê et Tapayúna qui vivent dans l'État brésilien de Mato Grosso.  